# بزدیدوویتسه
بزدیدوویتسه (به چکی: Bezdědovice) یک منطقهٔ مسکونی در جمهوری چک است که در ناحیه ستراکونیتسه واقع شده‌است. بزدیدوویتسه ۵٫۸۲ کیلومتر مربع مساحت و ۳۱۲ نفر جمعیت دارد و ۴۴۸ متر بالاتر از سطح دریا واقع شده‌است.